# Церква Успіння Пресвятої Богородиці (Чорний Ліс)
Церква Успіння Пресвятої Богородиці в Чорному Лісі — парафія і храм греко-католицької громади Залозецького деканату Тернопільсько-Зборівської архієпархії Української греко-католицької церкви в селі Чорний Ліс Тернопільського району Тернопільської области.

## Історія церкви
Парафія була утворена у 1994 році, а кам'яний храм збудували у 2000 році. Архітектором церкви став Михайло Нетриб'як. Іконостас створили Петро Ковальчук та Олександр Костюк, а розпис, виконаний у 2006 році, належить авторству Івана Кузика, Михайла Собчишина та Ігоря Мотяшка.
У 2007 році храм освятив владика Василій Семенюк. Від моменту заснування у 1994 році парафія належить до УГКЦ, а сам храм використовується громадою з 2000 року. У 2010 році єпископську візитацію парафії здійснив владика Василій Семенюк. При парафії діє братство Матері Божої Неустанної Помочі. На території парафії встановлено дві фігури та три хрести.

## Парохи
- о. Зеновій Яремко (1994—1995)[джерело?],
- о. Михайло Придатко (з червня 1995).